# شركة الكابينة الصفراء
كانت شركة الكابينة الصفراء هي شركة سيارات الأجرة في شيكاغو التي أسسها جون هيرتز عام 1907.

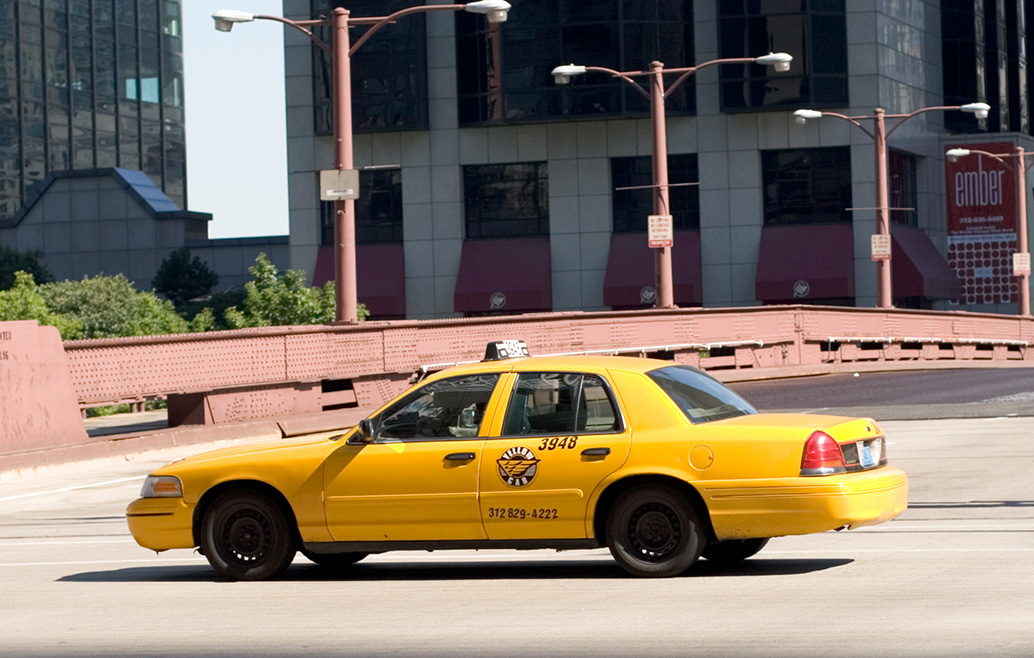
شيكاغو الكابينة الصفراء

في عام 1920، تم تشكيل شركة تصنيع الكابينة الصفراء لتصنيع سيارات الأجرة.
خلال 1910 و1920 كانت الشركة متورطة في نشاط غير قانوني كبير فيما يتعلق العصابات وخاصة شيكاغو، شاركت الكابينة الصفراء في منافسة مريرة مع مدقق تاكسي في ذلك الوقت مما أدى إلى عدد من عمليات إطلاق النار والقتل والقنابل النارية.
بحلول عام 1925، كانت الشركة تابعة لشركة شيكاغو الكابينة الصفراء، وهي شركة قابضة عامة لها أسهم مقسمة بالتساوي بين هيرتز وبارميلي ومجموعة صغيرة من المستثمرين الآخرين، باع هيرتز شركة تصنيع الكابينة الصفراء لشركة جنرال موتورز في عام 1925، باع ما تبقى من مصلحة في شركة الكابينة الصفراء في عام 1929، تم شراء شركة الكابينة الصفراء، (في شيكاغو) بواسطة موريس ماركين، الذي أسس مدقق شركة تصنيع الكابينة، بالتعاون مع مدقق تاكسي، وهو سائق تعاوني للسائق.
في عام 1929، باع حصته المتبقية من الكابينة الصفراء للتركيز على تأجير السيارات (لاحقًا هيرتز لتأجير السيارات التي لا تزال تستخدم شعارًا أصفر)، كان البيع مدفوعًا بالعنف المرتبط بالأعمال التجارية التي بلغت ذروتها في عام 1928 حيث تم تدمير اسطبلات السباق في حريق بقيمة 200000 دولار تم فيه حرق 11 حصانًا أصليًا.
تم بيع شركة الكابينة الصفراء، مرة أخرى في عام 1996 إلى باتون كوريجان، الذي باع بدوره حصة مسيطرة في عام 2005 إلى مايكل ليفين، مشغل الجيل الثالث من سيارات الأجرة من مدينة نيويورك، اشترت مجموعة ليفين / كوريجان أيضًا شركة مدقق تاكسي ان في شيكاغو، لإعادة توحيد الشركتين مرة أخرى، في عام 2015، تقدم الكابينة الصفراء في شيكاغو بطلب للإفلاس، انقسمت شركة الكابينة الصفراء في نهاية المطاف إلى شركات متعددة في جميع أنحاء البلاد تحمل اسم الكابينة الصفراء، في يناير 2016، تقدم الكابينة الصفراء في سان فرانسيسكو بطلب للحماية من الإفلاس.